# واهيتشكا
واهيتشكا (بالإنجليزية: Wewahitchka, Florida)‏ هي مدينة تقع في مقاطعة غولف (فلوريدا) بولاية فلوريدا في الولايات المتحدة. تبلغ مساحتها 19.3 (كم²)، وترتفع عن سطح البحر 14 م، بلغ عدد سكانها 1722 نسمة في عام 2000 حسب إحصاء مكتب تعداد الولايات المتحدة وتصل الكثافة السكانية فيها 89.2 نسمة/كم2.

## أعلام
- جيم بيرد